# فرناندو غوميز (لاعب كرة قدم)
فرناندو غوميز (بالإسبانية: Fernando Gómez Herrera)‏ (26 فبراير 1984 بمانتشا ريال في إسبانيا - ) هو لاعب كرة قدم إسباني في مركز الدفاع. لعب مع ريال خاين ونادي ماربيا وأتليتيكو مانشا ريال وTorredonjimeno CF ‏ ونادي ديبورتيفو الكالا.

## وصلات خارجية
- فرناندو غوميز على موقع Soccerway.com (الإنجليزية)
- فرناندو غوميز على موقع AS.com (الإسبانية)